# مجموعه تمایزی

مجموعه تمایزی

مجموعهٔ تمایزی (انگلیسی: Cluster of differentiation) که با نام‌های دیگری همچون «مجموعهٔ تمایزگذاری»، «دسته‌های متمایزکننده»، «خوشه جدایش» و «مارکرهای تمایزی» هم شناخته می‌شوند و با حروف اختصاری «CD» نمایش داده می‌شوند، یک پروتوکل است که جهت شناخت و تمایز ملکولهای سطحی سلول بکار می‌رود و هدفِ علم «فنوتایپینگ ایمونولوژیک» سلولی است.
از لحاظ فیزیولوژیک، ملکول‌های «CD» کارکرد متفاوتی دارند و بیشتر، نقشِ گیرنده و لیگاند را در سطح سلول ایفا می‌کنند.
البته برخی از ملکول‌های «CD» نقشی در پیام‌رسانی (سیگنالینگ) سلولی ندارند و کارکردهای دیگری نظیر چسبندگی سلول‌به‌سلول دارند.
در انسان، ملکول‌های «CD» تا عدد ۳۷۱، شماره‌گذاری شده‌است. (تا آوریل ۲۰۱۶ میلادی).

## تعیین ایمونوفنوتیپ
از روش‌های گوناگونی برای تعیین فنوتیپ سلول‌های ایمنی استفاده می‌شود که از آن میان می‌توان به فلو سایتو متری اشاره نمود.
| نوع سلول               | نشانگر CD مربوط به آن                                  |
| سلول‌های بنیادی         | CD34+, CD31-, CD117                                    |
| تمامی انواع گلبول سفید | CD45+                                                  |
| گرانولوسیت             | CD45+, CD11b, CD15+, CD24+, CD114 +, CD182+            |
| مونوسیت                | CD4, CD45+, CD14+, CD114 +, CD11a, CD11b, CD91+, CD16+ |
| لنفوسیت تی             | CD45+, CD3+                                            |
| لنفوسیت تی کمک‌کننده    | CD45+, CD3+, CD4+                                      |
| لنفوسیت تی تنظیم‌کننده  | CD4، CD25 و FOXP3 (یک فاکتور رونویسی)                  |
| لنفوسیت تی کشنده       | CD45+, CD3+, CD8+                                      |
| لنفوسیت بی             | CD45+, CD19+, CD20+, CD24+, CD38, CD22                 |
| پلاکت                  | CD45+, CD61+                                           |
| سلول کشنده طبیعی       | CD16+, CD56+, CD3-, CD31, CD30, CD38                   |